# 京都府道605号栗田半島線
京都府道605号栗田半島線（きょうとふどう605ごう くんだはんとうせん）は、京都府宮津市を通る一般府道である。

## 概要
宮津市字上司から宮津市字波路に至る。若狭湾内にある栗田湾と宮津湾に囲まれた栗田半島を一周する。
沿線には海水浴場が点在し、ヨットハーバーやマリーナなどの施設も立地しており、ウォータースポーツの拠点となっている。田井から終点にかけて、路線状況で述べる自転車道との重複区間は、自転車利用者に配慮して海の眺望を考慮したルート設計とされている。また、終点周辺には展望台も複数設置され、天橋立十景のひとつである雪舟観をはじめとした眺望スポットになっている。夏季は路上駐車が多く緊急車両の通行に支障をきたす局面が多くなったため通行規制がおこなわれるようになった。

### 路線データ
- 起点：宮津市字上司（国道178号交点、京都府道604号栗田停車場線終点）
- 終点：宮津市字波路（獅子崎口交差点、国道178号交点、京都府道802号田井大垣自転車道線上）
- 総延長：13.8699 km[3]

## 路線状況
栗田半島北部の田井海水浴場付近から終点にかけての歩道部分は京都府道802号田井大垣自転車道線として自転車歩行者専用道路が整備されている。

### 支線
- 宮津市・上司交差点 - 宮津市上司（国道178号交点）[4]

### 重複区間
- 京都府道604号栗田停車場線（宮津市字上司（起点） - 宮津市字上司・上司交差点）
- 京都府道802号田井大垣自転車道線（宮津市字田井 - 宮津市字波路・獅子崎口交差点（終点））

## 地理
宮津市東部の栗田地区の中心である上司から海沿いに北上する。海岸と比較的近い位置を通過していくが、栗田半島東端の無双ヶ鼻や北端の黒崎に対しては内陸を迂回するルートをとる。田井から先の半島西側は、天橋立を横に見ながら海岸沿いを南下して獅子崎口交差点で国道178号と交差する。

### 通過する自治体
- 京都府
  - 宮津市

### 交差する道路
| 交差する道路                                           | 交差する場所 | 交差する場所          |
| ------------------------------------------------------ | ------------ | --------------------- |
| 国道178号 京都府道604号栗田停車場線 重複区間起点       | 字上司       | 起点                  |
| 京都府道604号栗田停車場線 重複区間終点                 | 字上司       | 上司交差点            |
| 京都府道802号田井大垣自転車道線 重複区間起点           | 字田井       |                       |
| 国道178号 京都府道802号田井大垣自転車道線 重複区間終点 | 字波路       | 獅子崎口交差点 / 終点 |

### 沿線
官公庁・公共施設
- 宮津市役所栗田地区連絡所
- 京都府農林水産技術センター海洋センター
- 京都府立青少年海洋センターマリーンピア
- 宮津市B&G海洋センター

教育
- 宮津市立栗田中学校
- 宮津市立栗田小学校
- 宮津市立栗田幼稚園
- 京都府立海洋高等学校
- 聖ヨゼフ学園京都暁星高等学校

鉄道
- 京都丹後鉄道宮舞線 栗田駅

金融機関・郵便局
- 栗田郵便局
- 京都北都信用金庫栗田支店

企業
- 関西電力宮津エネルギー研究所

神社・仏閣
- 住吉神社
- 永久院
- 永福寺
- 久理陀神社
- 高津日神社
- 獅子姫神社
- 獅子崎稲荷神社

余暇・観光
- 栗田海水浴場
- 丹後魚っ知館
- 越浜海水浴場
- 田井海水浴場
- 海の駅・みなとオアシス
- 田井宮津ヨットハーバー
- 天橋立マリーナ
- 雪舟観展望所
- 海園望展望台